# فريدريك إليوت براون
فريدريك إليوت براون هو طيار بطل كندي، ولد في 3 فبراير 1895 في مدينة كيبك في كندا، وتوفي في 15 سبتمبر 1971.